# Busto de Gabriele Fonseca
O Busto de Gabriele Fonseca é um retrato escultural feito pelo artista italiano Gian Lorenzo Bernini. Foi executado algures entre 1668 e 1674. Encontra-se a ornar a capela Fonseca  , situada na paróquia de San Lorenzo in Lucina, em Roma, na Itália. O retratado, Gabriele Fonseca, era médico do Papa Inocêncio X.